# Юнацький чемпіонат Європи з футболу (U-19) 2006
Чемпіонат Європи з футболу серед юнаків віком до 19 років 2006 року — пройшов у Польщі з 18 по 29 липня. Переможцем стала збірна Іспанія, яка у фіналі перемогла збірну Шотландії із рахунком 2:1.

## Міста та стадіони
| Місто                     | Стадіон               | Клуб-господар                          | Місткість |
| ------------------------- | --------------------- | -------------------------------------- | --------- |
| Познань                   | Муніципальний стадіон | Лех (Познань)                          | 16000     |
| Победзіська               | Хураган               | Хураган (Победзіська)                  | 1 160     |
| Гродзиськ-Великопольський | «Дискоболія»          | Дискоболія (Гродзиськ-Великопольський) | 6000      |
| Шамотули                  | ОСіР                  | Спарта Шамотули                        | 3000      |
| Сважендз                  | Міський               | Унія                                   | 1,500     |
| Вронкі                    | «Головний»            | Аміка (Вронкі)                         | 5,300     |

## Кваліфікація
1. Юнацький чемпіонат Європи з футболу (U-19) 2006 (кваліфікаційний раунд)
2. Юнацький чемпіонат Європи з футболу (U-19) 2006 (елітний раунд)

## Учасники
- Австрія
- Бельгія
- Чехія
- Польща (господар)
- Португалія
- Шотландія
- Іспанія
- Туреччина

## Судді
- Ново Панич
- Іван Бебек
- Ерве Пічирілло
- Крістінн Якобссон
- Крістіан Балай
- Йонас Ерікссон

## Груповий етап

### Група А
| Збірна  | І | В | Н | П | ГЗ | ГП | РГ | О |
| ------- | - | - | - | - | -- | -- | -- | - |
| Чехія   | 3 | 2 | 0 | 1 | 7  | 5  | +2 | 6 |
| Австрія | 3 | 2 | 0 | 1 | 6  | 4  | +2 | 6 |
| Польща  | 3 | 1 | 0 | 2 | 4  | 4  | 0  | 3 |
| Бельгія | 3 | 1 | 0 | 2 | 6  | 10 | -4 | 3 |

| 18 липня 2006 18:00 CET |

| Бельгія                                           | 4 – 2    | Чехія                   |
| ------------------------------------------------- | -------- | ----------------------- |
| Лама 12', 32' (пен.) Швец 36' (авт.) Міральяс 57' | Протокол | Фенін 14' Стржештік 84' |

| Хураган, Победзіська Арбітр: Ново Панич (Боснія і Герцеговина) |

| 18 липня 2006 20:00 CET |

| Польща | 0 – 1    | Австрія    |
| ------ | -------- | ---------- |
|        | Протокол | Гоффер 75' |

| Муніципальний стадіон, Познань Арбітр: Ерве Пічирілло (Франція) |

| 20 липня 2006 18:00 CET |

| Австрія    | 1 – 3    | Чехія                                   |
| ---------- | -------- | --------------------------------------- |
| Гоффер 76' | Протокол | Мареш 34' (пен.) Янда 37' Стржештік 49' |

| Міський, Сважендз Арбітр: Крістіан Балай (Румунія) |

| 20 липня 2006 20:00 CET |

| Польща                          | 4 – 1    | Бельгія  |
| ------------------------------- | -------- | -------- |
| Янчик 10', 43', 58' Михаляк 89' | Протокол | Лама 62' |

| «Головний», Вронкі Арбітр: Іван Бебек (Хорватія) |

| 23 липня 2006 20:00 CET |

| Чехія                   | 2 – 0    | Польща |
| ----------------------- | -------- | ------ |
| Стржештік 43' Фенін 82' | Протокол |        |

| «Дискоболія», Гродзиськ-Великопольський Арбітр: Йонас Ерікссон (Швеція) |

| 23 липня 2006 20:00 CET |

| Австрія                                      | 4 – 1    | Бельгія  |
| -------------------------------------------- | -------- | -------- |
| Гоффер 16', 54' Мадль 82' Граманн 86' (пен.) | Протокол | Мойя 51' |

| «Головний», Вронкі Арбітр: Крістінн Якобссон (Ісландія) |

### Група В
| Збірна     | І | В | Н | П | ГЗ | ГП | РГ | О |
| ---------- | - | - | - | - | -- | -- | -- | - |
| Іспанія    | 3 | 2 | 1 | 0 | 10 | 4  | +6 | 7 |
| Шотландія  | 3 | 1 | 1 | 1 | 5  | 8  | -3 | 4 |
| Португалія | 3 | 0 | 3 | 0 | 7  | 7  | 0  | 3 |
| Туреччина  | 3 | 0 | 1 | 2 | 9  | 12 | -3 | 1 |

| 18 липня 2006 18:00 CET |

| Іспанія                                 | 5 – 3    | Туреччина                         |
| --------------------------------------- | -------- | --------------------------------- |
| Буено 18' Мата 32', 37', 90+2' Тоні 53' | Протокол | Парлак 27', 61' Мевлют Ердінч 64' |

| «Дискоболія», Гродзиськ-Великопольський Арбітр: Крістінн Якобссон (Ісландія) |

| 18 липня 2006 18:00 CET |

| Шотландія             | 2 – 2    | Португалія                        |
| --------------------- | -------- | --------------------------------- |
| Флетчер 10' Грант 29' | Протокол | Камерон 72' (авт.) Бруну Гама 78' |

| ОСіР, Шамотули Арбітр: Крістіан Балай (Румунія) |

| 20 липня 2006 18:00 CET |

| Шотландія | 0 – 4    | Іспанія                                  |
| --------- | -------- | ---------------------------------------- |
|           | Протокол | Буено 17' Піке 27', 51' Маріо Суарес 86' |

| Хураган, Победзіська Арбітр: Йонас Ерікссон (Швеція) |

| 20 липня 2006 18:00 CET |

| Португалія                                      | 4 – 4    | Туреччина                                       |
| ----------------------------------------------- | -------- | ----------------------------------------------- |
| Елдер 7' Тавареш 31', 49' Бруну Гама 73' (пен.) | Протокол | Ільхан Парлак 33', 68', 90+5' Мевлют Ердінч 71' |

| ОСіР, Шамотули Арбітр: Ново Панич (Боснія і Герцеговина) |

| 23 липня 2006 18:00 CET |

| Португалія            | 1 – 1    | Іспанія   |
| --------------------- | -------- | --------- |
| Бруну Гама 21' (пен.) | Протокол | Сесар 47' |

| Хураган, Победзіська Арбітр: Ерве Пічирілло (Франція) |

| 23 липня 2006 18:00 CET |

| Туреччина                | 2 – 3    | Шотландія                                            |
| ------------------------ | -------- | ---------------------------------------------------- |
| Каферкан 68', 72' (пен.) | Протокол | Ільхан Парлак 42' (авт.) Макглінкі 45+1' Флетчер 63' |

| Міський, Сважендз Арбітр: Іван Бебек (Хорватія) |

## Півфінали
| 26 липня 2006 18:30 CET |

| Чехія | 0 – 1    | Шотландія  |
| ----- | -------- | ---------- |
|       | Протокол | Елліот 47' |

| «Дискоболія», Гродзиськ-Великопольський Арбітр: Ерве Пічирілло (Франція) |

| 26 липня 2006 15:30 CET |

| Іспанія                                               | 5 – 0    | Австрія |
| ----------------------------------------------------- | -------- | ------- |
| Х. Суарес 34' Хаві Гарсія 42', 80' Мата 72' Буено 88' | Протокол |         |

| «Головний», Вронкі Арбітр: Йонас Ерікссон (Швеція) |

## Фінал
| 29 липня 2006 20:00 CET |

| Шотландія   | 1 – 2           | Іспанія        |
| ----------- | --------------- | -------------- |
| Дорранс 87' | Протокол(англ.) | Буено 51', 71' |

| Муніципальний стадіон, Познань Арбітр: Крістінн Якобссон (Ісландія) |

| Чемпіон Європи 2006 |
| ------------------- |
| Іспанія 6-й титул   |

## Кваліфікація на Чемпіонат світу
Шість найкращих збірних кваліфікувались на Молодіжний чемпіонат світу 2007 року.
- Австрія
- Чехія
- Польща (господар)
- Португалія
- Шотландія
- Іспанія